# Listă de bătălii ale Armatei Române în Primul Război Mondial
Aceasta este o listă de bătălii din Primul Război Mondial la care a luat parte Armata Română.

## 1916
- Bătălia de la Turtucaia (1 septembrie 1916 - 6 septembrie)
- Bătălia din zona Bran-Câmpulung (1 septembrie 1916 - 6 septembrie)
- Bătălia de la Sibiu (1 septembrie 1916 - 6 septembrie)
- Bătălia de la Bazargic (5 septembrie 1916 - 7 septembrie)
- Bătălia de la Brașov (24 septembrie/7 octombrie 1916 - 25 septembrie/8 octombrie)
- Bătălia de pe Valea Oltului (26 septembrie - 29 septembrie)
- Prima bătălie de la Oituz (28 septembrie/12 octombrie - 14/27 octombrie)
- Operația de la Flămânda (29 septembrie 1916–5 octombrie)
- Bătălia de pe Valea Prahovei (9 octombrie 1916 - 25 octombrie 1916)
- Prima bătălie de pe Valea Jiului (23 octombrie - 29 octombrie)
- A doua bătălie de pe Valea Jiului (29 octombrie/11 noiembrie - 2/15 noiembrie 1916)
- A doua bătălie de la Oituz (28 octombrie/10 noiembrie - 2/15 noiembrie 1916)
- Bătălia de la Târgu Jiu (3/16 noiembrie - 4/17 noiembrie)
- Bătălia pentru București (30 noiembrie 1916 - 3 decembrie)
- Bătălia de la Argeș (1 decembrie 1916 - 6 decembrie)

## 1917
- Bătălia de la Mărăști (11 iulie 1917 - 19 iulie)
- Bătălia de la Mărășești (8 august 1917 - 4 septembrie)
- A treia bătălie de la Oituz (8 august - 22 august)

## 1918
- Bătălia de la Galați (7 ianuarie – 9 ianuarie 1918)
- Lupta de la Tighina (20 ianuarie – 25 ianuarie)